# Peter Vassella
Peter Francis Vassella (* 4. Januar 1941; † 15. Oktober 2024) war ein australischer Sprinter.

## Sportliche Laufbahn
Bei den Olympischen Spielen 1964 in Tokio wurde er Siebter über 400 m und schied im Vorlauf der 4-mal-400-Meter-Staffel aus.
1962 wurde er Australischer Meister über 220 Yards.
Er war mit der Sprinterin Marilyn Black verheiratet.

## Persönliche Bestzeiten
- 220 Yards: 20,9 s, 5. März 1961, Brisbane (entspricht 20,8 s über 200 m)
- 400 m: 46,3 s, 19. Oktober 1964, Tokio